# Bañaderos
Bañaderos es una localidad del municipio de Arucas, Gran Canaria, España. Se sitúa en las cercanías de la playa del Puertillo. En 2023 contaba con 2047 habitantes.

## Toponimia
El nombre parece proceder del uso que hacían los aborígenes de la zona cercana conocida como los Charcones donde acudían a bañarse, sobre todo las mujeres de la nobleza canarii. Otros autores aluden a la existencia de un manantial de agua agria donde tomar baños medicinales.

## Historia
Tras la Conquista, se establecieron en la zona varios colonos que fundarían el pueblo de Bañaderos. Así, antes de 1528 ya había tierras cultivadas por los nuevos habitantes.
El Pago de Bañadero aparece referido en el Diccionario geográfico-estadístico-histórico de España y sus posesiones de Ultramar de Pascual Madoz en 1849 como un grupo de barracas que ocupaban los que acudían a tomar baños. La población creció tras la terminación de la Iglesia de San Pedro en 1878, lo que generó un centro urbano en torno a la plaza, con algunos edificios de dos plantas, "de patio", construidos a principios de siglo, así como algunos que se sitúan a lo largo de la carretera que iba a los municipios del noroeste.